# UCI World Tour 2013
L'UCI World Tour 2013 fou la tercera edició de l'UCI World Tour, la continuació del Calendari mundial UCI i de l'UCI ProTour. Comptà amb les mateixes 28 proves que en l'edició del 2012, després d'anul·lar-se el Tour de Hangzhou, que havia de disputar-se a la Xina abans del Tour de Pequín.
El vencedor final en la classificació individual fou el català Joaquim Rodríguez (Katusha), que en la Volta a Llombardia desbancà el fins aleshores líder i finaoment segon classificat, el britànic Chris Froome Team Sky), al capdavant de la classificació i revalidà el triomf aconseguit la temporada anterior. L'espanyol Alejandro Valverde (Movistar Team) fou el tercer. El Movistar guanyà la classificació per equips, mentre Espanya guanyà la classificació per països.

## Evolució
El calendari, que va ser fet públic el 20 de setembre de 2012 per l'UCI,I presentà algunes novetats respecte a l'edició anterior:
- La Volta a Polònia no coincidí amb el Tour de França, sinó que comença la setmana següent a la finalització de la prova francesa.
- La Clàssica de Sant Sebastià tornà a disputar-se el cap de setmana següent a la finalització del Tour de França.
- El Hangzhou Tour, cancel·lat el 2012, havia de celebrar la seva primera edició, però finalment fou suspès.[1]

Altres modificacions van tenir lloc una vegada anunciat el calendari:
- La Milà-Sanremo i la Volta a Llombardia es disputaren els diumenge 17 de març i 6 d'octubre, en comptes del dissabte de la mateixa setmana.[4]

## Equips
El 10 de desembre de 2012 l'UCI anuncià la llista dels 18 equips que formarien part del World Tour. La no inclusió inicial del Team Katusha va provocar una reclamació de l'equip rus davant el Tribunal d'Arbitratge de l'Esport. La resolució fou favorable a l'equip rus, que el 15 de febrer de 2013 va ser readmès com a equip World Tour, fent que finalment fossin 19 els equips que tenien el dret i l'obligació de participar en totes les proves de l'UCI World Tour 2013.
| Nom de l'equip          | País          | Codi |
| ----------------------- | ------------- | ---- |
| AG2R La Mondiale        | França        | ALM  |
| Argos-Shimano           | Països Baixos | ARG  |
| Astana Qazaqstan Team   | Kazakhstan    | AST  |
| Belkin Pro Cycling Team | Països Baixos | BEL  |
| BMC Racing Team         | Estats Units  | BMC  |
| Cannondale              | Itàlia        | CAN  |
| Euskaltel–Euskadi       | Espanya       | EUS  |
| FDJ                     | França        | FDJ  |
| Garmin-Sharp            | Estats Units  | GRS  |
| Team Katusha            | Rússia        | KAT  |
| Lampre-Merida           | Itàlia        | LAM  |
| Lotto-Belisol           | Bèlgica       | LTB  |
| Movistar Team           | Espanya       | MOV  |
| Omega Pharma-Quick Step | Bèlgica       | OPQ  |
| Orica-GreenEDGE         | Austràlia     | OGE  |
| RadioShack-Leopard      | Luxemburg     | RLT  |
| Team Saxo-Tinkoff       | Dinamarca     | TST  |
| Team Sky                | Regne Unit    | SKY  |
| Vacansoleil-DCM         | Països Baixos | VCD  |

## Calendari i resultats
|    | Data                      | Nom de la cursa                                            | País                    | Vencedor                         | Classificació individual | Classificació per equips | Classificació per país |
| -- | ------------------------- | ---------------------------------------------------------- | ----------------------- | -------------------------------- | ------------------------ | ------------------------ | ---------------------- |
| 1  | 22-27 de gener            | Tour Down Under                                            | Austràlia               | Tom-Jelte Slagter (NED)          | Tom-Jelte Slagter (NED)  | Blanco Team (NED)        | Espanya                |
| 2  | 3-10 de març              | París-Niça                                                 | França                  | Richie Porte (AUS)               | Richie Porte (AUS)       | Team Sky (GBR)           | Espanya                |
| 3  | 6-12 de març              | Tirrena-Adriàtica                                          | Itàlia                  | Vincenzo Nibali (ITA)            | Richie Porte (AUS)       | Team Sky (GBR)           | Espanya                |
| 4  | 17 de març                | Milà-Sanremo                                               | Itàlia                  | Gerald Ciolek (GER)              | Sylvain Chavanel (FRA)   | Team Sky (GBR)           | Espanya                |
| 5  | 22 de març                | E3 Harelbeke                                               | Bèlgica                 | Fabian Cancellara (SUI)          | Peter Sagan (SVK)        | Team Sky (GBR)           | Espanya                |
| 6  | 18-24 de març             | Volta a Catalunya                                          | Catalunya               | Daniel Martin (IRL)              | Peter Sagan (SVK)        | Team Sky (GBR)           | Espanya                |
| 7  | 24 de març                | Gant-Wevelgem                                              | Bèlgica                 | Peter Sagan (SVK)                | Peter Sagan (SVK)        | Team Sky (GBR)           | Espanya                |
| 8  | 31 de març                | Tour de Flandes                                            | Bèlgica                 | Fabian Cancellara (SUI)          | Peter Sagan (SVK)        | Team Sky (GBR)           | Espanya                |
| 9  | 1-6 d'abril               | Volta al País Basc                                         | País Basc               | Nairo Quintana (COL)             | Peter Sagan (SVK)        | Team Sky (GBR)           | Espanya                |
| 10 | 7 d'abril                 | París-Roubaix                                              | França                  | Fabian Cancellara (SUI)          | Fabian Cancellara (SUI)  | Team Sky (GBR)           | Espanya                |
| 11 | 14 d'abril                | Amstel Gold Race                                           | Països Baixos           | Roman Kreuziger (CZE)            | Fabian Cancellara (SUI)  | Team Sky (GBR)           | Espanya                |
| 12 | 17 d'abril                | Fletxa Valona                                              | Bèlgica                 | Daniel Moreno (ESP)              | Fabian Cancellara (SUI)  | Team Sky (GBR)           | Espanya                |
| 13 | 21 d'abril                | Lieja-Bastogne-Lieja                                       | Bèlgica                 | Daniel Martin (IRL)              | Fabian Cancellara (SUI)  | Team Sky (GBR)           | Espanya                |
| 14 | 23-28 d'abril             | Tour de Romandia                                           | Suïssa                  | Christopher Froome (GBR)         | Fabian Cancellara (SUI)  | Team Sky (GBR)           | Espanya                |
| 15 | 4-26 de maig              | Giro d'Itàlia                                              | Itàlia                  | Vincenzo Nibali (ITA)            | Fabian Cancellara (SUI)  | Team Sky (GBR)           | Colòmbia               |
| 16 | 2-9 de juny               | Critèrium del Dauphiné                                     | França                  | Christopher Froome (GBR)         | Fabian Cancellara (SUI)  | Team Sky (GBR)           | Espanya                |
| 17 | 8-16 de juny              | Volta a Suïssa                                             | Suïssa                  | Rui Alberto Faria da Costa (POR) | Fabian Cancellara (SUI)  | Team Sky (GBR)           | Espanya                |
| 18 | 29 de juny-21 de juliol   | Tour de França                                             | França                  | Christopher Froome (GBR)         | Christopher Froome (GBR) | Team Sky (GBR)           | Espanya                |
| 19 | 27 de juliol              | Clàssica de Sant Sebastià                                  | País Basc               | Tony Gallopin (FRA)              | Christopher Froome (GBR) | Team Sky (GBR)           | Espanya                |
| 20 | 27 de juliol-3 d'agost    | Volta a Polònia                                            | Polònia                 | Pieter Weening (NED)             | Christopher Froome (GBR) | Team Sky (GBR)           | Espanya                |
| 21 | 12-18 d'agost             | Eneco Tour                                                 | Països Baixos · Bèlgica | Zdeněk Štybar (CZE)              | Christopher Froome (GBR) | Team Sky (GBR)           | Espanya                |
| 23 | 25 d'agost                | Vattenfall Cyclassics                                      | Alemanya                | John Degenkolb (GER)             | Christopher Froome (GBR) | Team Sky (GBR)           | Espanya                |
| 24 | 1 de setembre             | GP Ouest France-Plouay                                     | França                  | Filippo Pozzato (ITA)            | Christopher Froome (GBR) | Team Sky (GBR)           | Espanya                |
| 25 | 13 de setembre            | Gran Premi Ciclista de Quebec                              | Canadà                  | Robert Gesink (NED)              | Christopher Froome (GBR) | Team Sky (GBR)           | Espanya                |
| 22 | 24 d'agost-15 de setembre | Volta a Espanya                                            | Espanya                 | Chris Horner (USA)               | Christopher Froome (GBR) | Team Sky (GBR)           | Espanya                |
| 26 | 15 de setembre            | Gran Premi Ciclista de Mont-real                           | Canadà                  | Peter Sagan (SVK)                | Christopher Froome (GBR) | Team Sky (GBR)           | Espanya                |
| 27 | 22 de setembre            | Contrarellotge per equips al Campionat del món de ciclisme | Itàlia                  | Omega Pharma-Quick Step (BEL)    | Christopher Froome (GBR) | Team Sky (GBR)           | Espanya                |
| 28 | 6 d'octubre               | Volta a Llombardia                                         | Itàlia                  | Joaquim Rodríguez (CAT)          | Joaquim Rodríguez (CAT)  | Team Sky (GBR)           | Espanya                |
| 29 | 11-15 d'octubre           | Tour de Pequín                                             | R.P. de la Xina         | Beñat Intxausti (ESP)            | Joaquim Rodríguez (CAT)  | Movistar Team (ESP)      | Espanya                |

Notes
1. ↑  El Campionat del Món de ciclisme en contrarellotge per equips sols dona punts en la classificació per equips, no en la individual ni per països.

## Classificacions

### Classificació individual
Ciclistes amb el mateix nombre de punt estan classificats segons el nombre de victòries, segons posicions, terceres i així successivament en les proves del World Tour.
| Pos. | Nom                      | Equip                   | Punts |
| ---- | ------------------------ | ----------------------- | ----- |
| 1    | Joaquim Rodríguez (CAT)  | Team Katusha            | 607   |
| 2    | Chris Froome (GBR)       | Team Sky                | 587   |
| 3    | Alejandro Valverde (ESP) | Movistar Team           | 540   |
| 4    | Peter Sagan (SVK)        | Cannondale              | 491   |
| 5    | Vincenzo Nibali (ITA)    | Astana Qazaqstan Team   | 474   |
| 6    | Daniel Martin (IRL)      | Garmin-Sharp            | 432   |
| 7    | Fabian Cancellara (SUI)  | RadioShack-Leopard      | 384   |
| 8    | Nairo Quintana (COL)     | Movistar Team           | 366   |
| 9    | Rui Costa (POR)          | Movistar Team           | 352   |
| 10   | Richie Porte (AUS)       | Team Sky                | 327   |
| 11   | Roman Kreuziger (CZE)    | Team Saxo-Tinkoff       | 308   |
| 12   | Daniel Moreno (ESP)      | Team Katusha            | 295   |
| 13   | Chris Horner (USA)       | RadioShack-Leopard      | 257   |
| 14   | Carlos Betancur (COL)    | AG2R La Mondiale        | 255   |
| 15   | Alberto Contador (ESP)   | Team Saxo-Tinkoff       | 252   |
| 16   | Michele Scarponi (ITA)   | Lampre-Merida           | 235   |
| 17   | Bauke Mollema (NED)      | Belkin Pro Cycling Team | 232   |
| 18   | Greg Van Avermaet (BEL)  | BMC Racing Team         | 230   |
| 19   | Sergio Henao (COL)       | Team Sky                | 227   |
| 20   | Rafał Majka (POL)        | Team Saxo-Tinkoff       | 201   |
| 21   | Simon Špilak (SLO)       | Team Katusha            | 199   |
| 22   | Beñat Intxausti (ESP)    | Movistar Team           | 196   |
| 23   | Michał Kwiatkowski (POL) | Omega Pharma-Quick Step | 194   |
| 24   | Sylvain Chavanel (FRA)   | Omega Pharma-Quick Step | 188   |
| 25   | Pieter Weening (NED)     | Orica-GreenEDGE         | 172   |

- 228 ciclistes aconseguiren puntuar. 30 altres ciclistes finalitzaren alguna prova en posicions que els haurien atorgat punts, però no els reberen perquè pertanyien a equips que no eren ProTour.

### Classificació per equips
Aquesta classificació s'obté a partir de la suma dels 5 primers ciclistes de cada equip en la classificació individual, més la suma dels punts atorgats en la Contrarellotge per equips masculina (WTTT).
| Pos. | Equip                   | Punts | Cinc millors ciclistes                                                          | WTTT |
| ---- | ----------------------- | ----- | ------------------------------------------------------------------------------- | ---- |
| 1    | Movistar Team           | 1610  | Valverde (540), Quintana (366), Costa (352), Intxausti (196), J. Moreno (86)    | 70   |
| 2    | Team Sky                | 1561  | Froome (587), Porte (327), Henao (227), Urán (163), Thomas (117)                | 140  |
| 3    | Team Katusha            | 1340  | Rodríguez (607), D. Moreno (295), Špilak (199), Kristoff (161), Paolini (78)    | 0    |
| 4    | RadioShack-Leopard      | 1056  | Cancellara (384), Horner (257), Bakelants (127), Nizzolo (85), Gallopin (83)    | 120  |
| 5    | Astana Qazaqstan Team   | 1045  | Nibali (474), Fuglsang (160), Kangert (116), Gasparotto (115), Hrivko (70)      | 110  |
| 6    | Team Saxo-Tinkoff       | 1030  | Kreuziger (308), Contador (252), Majka (201), Roche (136), Rogers (53)          | 80   |
| 7    | Omega Pharma-Quick Step | 1013  | Kwiatkowski (194), Chavanel (188), Štybar (172), Cavendish (161), Terpstra (98) | 200  |
| 8    | Garmin-Sharp            | 855   | D. Martin (432), Talansky (154), Hesjedal (75), Danielson (64), Wegmann (40)    | 90   |
| 9    | Cannondale              | 750   | P. Sagan (491), Viviani (80), Basso (34), Ratto (25), Moser (20)                | 100  |
| 10   | BMC Racing Team         | 731   | Van Avermaet (230), Evans (111), van Garderen (104), Gilbert (98), Oss (58)     | 130  |
| 11   | Belkin Pro Cycling Team | 714   | Mollema (232), Gesink (145), Kelderman (130), Slagter (127), Vanmarcke (80)     | 0    |
| 12   | AG2R La Mondiale        | 691   | Betancur (255), Pozzovivo (146), Péraud (112), Riblon (111), Bardet (67)        | 0    |
| 13   | Orica-GreenEDGE         | 600   | Weening (172), Gerrans (92), Langeveld (65), Impey (56), Matthews (45)          | 170  |
| 14   | Lampre-Merida           | 543   | Scarponi (235), Niemiec (118), Pozzato (112), Ulissi (48), Richeze (30)         | 0    |
| 15   | Euskaltel–Euskadi       | 391   | I. Izagirre (147), S. Sánchez (114), Nieve (76), G. Izagirre (32), Landa (22)   | 0    |
| 16   | Argos-Shimano           | 355   | Degenkolb (119), Kittel (92), T. Dumoulin (85), Barguil (32), Mezgec (27)       | 0    |
| 17   | FDJ                     | 338   | Pinot (146), Ladagnous (76), Vichot (60), Bouhanni (36), Démare (20)            | 0    |
| 18   | Lotto-Belisol           | 307   | Greipel (135), Roelandts (110), Van Den Broeck (41), Hansen (20), Wellens (1)   | 0    |
| 19   | Vacansoleil-DCM         | 125   | Flecha (52), Westra (23), B. van Poppel (22), Leukemans (14), Poels (14)        | 0    |

### Classificació per país
La suma dels punts dels 5 primers ciclistes de cada país de la classificació individual dona lloc a la classificació per país.
| Pos. | País            | Punts | Millors cinc ciclistes                                                             |
| ---- | --------------- | ----- | ---------------------------------------------------------------------------------- |
| 1    | Espanya         | 1890  | Rodríguez (607), Valverde (540), D. Moreno (295), Contador (252), Intxausti (196)  |
| 2    | Itàlia          | 1082  | Nibali (474), Scarponi (235), Pozzovivo (146), Gasparotto (115), Pozzato (112)     |
| 3    | Colòmbia        | 1011  | Quintana (366), Betancur (255), Henao (227), Urán (163)                            |
| 4    | Regne Unit      | 975   | Froome (587), Cavendish (161), Thomas (117), Wiggins (66), Stannard (44)           |
| 5    | Països Baixos   | 806   | Mollema (232), Weening (172), Gesink (145), Kelderman (130), Slagter (127)         |
| 6    | Bèlgica         | 645   | Van Avermaet (230), Bakelants (127), Roelandts (110), Gilbert (98), Vanmarcke (80) |
| 7    | França          | 640   | Chavanel (188), Pinot (146), Péraud (112), Riblon (111), Gallopin (83)             |
| 8    | Austràlia       | 628   | Porte (327), Evans (111), Gerrans (92), Rogers (53), Matthews (45)                 |
| 9    | Estats Units    | 617   | Horner (257), Talansky (154), van Garderen (104), Danielson (64), Phinney (38)     |
| 10   | Irlanda         | 568   | D. Martin (432), Roche (136)                                                       |
| 11   | Polònia         | 515   | Majka (201), Kwiatkowski (194), Niemiec (118), Paterski (2)                        |
| 12   | Eslovàquia      | 501   | P. Sagan (491), P. Velits (10)                                                     |
| 13   | República Txeca | 480   | Kreuziger (308), Štybar (172)                                                      |
| 14   | Alemanya        | 478   | Greipel (135), Degenkolb (119), T. Martin (92), Kittel (92), Wegmann (40)          |
| 15   | Suïssa          | 467   | Cancellara (384), Frank (55), Albasini (19), Rast (6), Wyss (3)                    |

- Ciclistes de 35 països han puntuat.